# Брюкнер, Гельмут
Гельмут Брюкнер (нем. Helmuth Brückner, 7 мая 1896, Пилау, Силезия, Германская империя — 15 января 1951, по другим данным в 1954, СССР) — партийный деятель НСДАП, гауляйтер Силезии (1925—1934), группенфюрер СА (7 октября 1933).

## Биография
Гельмут Брюкнер родился 7 мая 1896 года в Пилау в семье школьного учителя. Окончил гимназию в Райхенбахе, затем изучал историю, географию, философию и экономику в университете Фридриха-Вильгельма в Бреслау. Не доучившись в августе 1914 года уходит добровольцем в армию и поступил в 88-й полк пехотной артиллерии. В 1915 году произведён в лейтенанты, а через год назначен на должность адъютанта. В 1918 году был тяжело ранен на Западном фронте. После пребывания в больнице, а затем в санатории, он возвращается домой.
После войны принимал участие в приграничных сражениях в Верхней Силезии и в 1921 году в качестве штабного офицера вступил в фрайкор самообороны. После провала Пивного путча и запрета НСДАП вступил в «Национал-социалистическую партию свободы» в 1924 году, работал редактором газеты «Силезский глас народа». С 1924 года член городского совета Бреслау. С 1925 года редактор газеты «Силезский обозреватель», аналог «Фёлькишер Беобахтер». 15 марта 1925 года вступил в НСДАП (билет № 2023) и был назначен гауляйтером Силезии. В 1930 году он принимал участие в создании Центрального издательства Бреслау. В сентябре 1930 года он стал депутатом рейхстага от Бреслау, в том же году он женился на Эльфриде Хайдт.
24 апреля 1932 года был избран в прусский ландтаг. С 17 августа до 9 декабря 1932 года ландесинспектор НСДАП в области «Восток». 7 октября 1933 года ему было присвоено почётное звание группенфюрера СА. 25 марта 1933 назначен обер-президентом провинции Нижняя Силезия (Бреслау) и, одновременно и.о. обер-президента провинции Верхняя Силезия (Оппельн). 2 августа 1933 утвержден в последней должности.
Поддерживал хорошие отношения с руководством СА, был сторонником самостоятельной политики СА, проводимой их главой Эрнстом Рёмом. После уничтожения высшего руководства СА во время «ночи длинных ножей» был арестован. На допросах в гестапо признал себя виновным в гомосексуализме. 25 декабря 1934 года был снят со всех партийных и государственных постов и исключён из НСДАП.
С 1938 года работал на заводе Хейнкеля в Ростоке, где в июле 1945 года был арестован Смершем. До 1949 года содержался в лагере в Тюрингии, затем переправлен в СССР, где находился в разных лагерях. Дальнейшая судьба неизвестна, по разным данным умер 15 января 1951 года или в 1954 году в заключении.

## Награды
- Почётный крест ветерана войны
- Знак за ранение
- Железный крест, 1-го класса (1914)
- Железный крест, 2-го класса (1914)
- Силезский орёл 1-го и 2-го класса